# US Open Series
US Open Series je každoroční šestitýdenní okruh tenisových turnajů mužského a ženského okruhu – ATP Tour a WTA Tour, konaný během léta na území Spojených států a Kanady. Vyvrcholením série je čtvrtý grandslam sezóny US Open. Tyto události bývají také označovány jako „americká či severoamerická tenisová sezóna na betonech“.
V letech 2012–2016 nesla série název generálního sponzora, letecké společnosti Emirates Airline.

## Historie
Série byla poprvé organizována v roce 2004 za účelem zvýšit pozornost na americké tenisové turnaje, a to také ze strany lokálních televizí. Do roku 2004 se většina severoamerických turnajů odehrávala bez živých televizních přenosů. Výjimkou byly dva turnaje kategorie ATP Masters 1000 – Canada Masters a Cincinnati Masters.
Také osm dalších událostí, mimo ATP Masters 1000, dostává od vzniku série televizní prostor na stanicích ESPN2, ESPN, CBS a Tennis Channel. Od sezóny 2015 probíhají čtyři mužské i ženské událostí v pěti týdnech a následný čtrnáctidenní newyorský grandslam. Dříve bylo před Grand Slamem hráno také pět či šest turnajů.
Za dosažené výsledky získávali tenisté na turnajích v rámci série body. První tři tenisté a tenistky, kteří obdrželi nejvíce bodů v celé sérii, si z grandslamu US Open odnesli finanční bonus podle dosaženého výsledku. V konkrétní sezóně tak vítěz celé série, jenž vyhrál i US Open, získal prémii 1 milion amerických dolarů k výdělku z grandslamu. Maximální výši bonusu obdrželi za obě výhry v jedné sezóně pouze Kim Clijstersová (2005; 2,2 miliónu), Roger Federer (2007; 2,4 miliónu), Serena Williamsová (2013; 3,6 miliónu) a Rafael Nadal (2013; 3,6 miliónu).
Kim Clijstersová si odnesla z US Open 2005 do té doby nejvyšší finanční odměnu z jediné události v historii ženského sportu. Poté, co ve finále zdolala Francouzku Mary Pierceovou ve dvou setech hladce 6–3 a 6–1, obdržela celkově i s bonusem 2,2 miliónu dolarů. Při druhém titulu na US Open 2010 si připsala stejnou sumu 2,2 miliónu dolarů, když za titul inkasovala 1,7 miliónu a za celkové druhé místo v sérii pak bonus 500 000 dolarů.
Roger Federer si za titul na US Open 2007 odnesl 1,4 miliónu dolarů a za celkové prvenství v sérii bral bonus 1 miliónu dolarů, což znamenalo celkovou částku 2,4 miliónu – nejvyšší prize money ve své dosavadní kariéře. Serena Williamsová s Rafaelem Nadalem triumfovali roku 2013 a oba si odnesli 3,6 miliónu dolarů. Američanka pak přidala výhru i v roce 2014, za níž obdržela rekordní 4 milióny dolarů. V roce 2017 byly s ukončením sponzorství ze strany Emirates Airline bonusové odměny zrušeny.
V roce 2025 v sérii skončily mužské turnaje, Hall of Fame Open v Newportu a Atlanta Open. První z nich byl degradován na challenger a druhý zrušen. Před US Open zůstaly tři smíšené události mužů a žen.

## Turnaje série

### Sezóna 2025
| Legenda                     |
| --------------------------- |
| Grand Slam                  |
| ATP Masters 1000 / WTA 1000 |
| ATP Tour 500 / WTA 500      |

| US Open Series 2025 | US Open Series 2025     | US Open Series 2025                                               | US Open Series 2025                                                       |
| Fáze                | datum                   | mužská část                                                       | ženská část                                                               |
| ------------------- | ----------------------- | ----------------------------------------------------------------- | ------------------------------------------------------------------------- |
| 1.                  | 21.–27. července        | Washington, D.C. Mubadala Citi DC Open vítěz: Alex de Minaur      | Washington, D.C. Mubadala Citi DC Open vítězka: Leylah Fernandezová       |
| 2.                  | 27. července – 7. srpna | Toronto National Bank Open presented by Rogers vítěz: Ben Shelton | Montréal National Bank Open presented by Rogers vítězka: Victoria Mboková |
| 3.                  | 7.–18. srpna            | Cincinnati Cincinnati Open vítěz: Carlos Alcaraz                  | Cincinnati Cincinnati Open vítězka: Iga Świąteková                        |
| 4.                  | 25. srpna – 7. září     | New York US Open obhájce: Jannik Sinner                           | New York US Open obhájkyně: Aryna Sabalenková                             |

## Přehled vítězů

### Muži
| Rok  | Newport    | Los Angeles | Indianapolis/Atlanta           | Washington                     | Montréal/Toronto               | Cincinnati | New Haven/Winston-Salem |
| ---- | ---------- | ----------- | ------------------------------ | ------------------------------ | ------------------------------ | ---------- | ----------------------- |
| 2004 | ne v sérii | Haas        | Roddick                        | Hewitt                         | Federer                        | Agassi     | nekonal se              |
| 2005 | ne v sérii | Agassi      | Ginepri                        | Roddick                        | Nadal                          | Federer    | Blake                   |
| 2006 | ne v sérii | Haas        | Blake                          | Clément                        | Federer                        | Roddick    | Davyděnko               |
| 2007 | ne v sérii | Štěpánek    | Tursunov                       | Roddick                        | Djoković                       | Federer    | Blake                   |
| 2008 | ne v sérii | Del Potro   | Simon                          | Del Potro                      | Nadal                          | Murray     | Čilić                   |
| 2009 | ne v sérii | Querrey     | Ginepri                        | Del Potro                      | Murray                         | Federer    | Verdasco                |
| 2010 | ne v sérii | Querrey     | Fish                           | Nalbandian                     | Murray                         | Federer    | Stachovskij             |
| 2011 | ne v sérii | Gulbis      | Fish                           | Štěpánek                       | Djoković                       | Murray     | Isner                   |
| 2012 | ne v sérii | Querrey     | Roddick                        | Dolgopolov                     | Djoković                       | Federer    | Isner                   |
| 2013 | ne v sérii | nekonal se  | Isner                          | Del Potro                      | Nadal                          | Nadal      | Melzer                  |
| 2014 | ne v sérii | nekonal se  | Isner                          | Raonic                         | Tsonga                         | Federer    | Rosol                   |
| 2015 | ne v sérii | nekonal se  | Isner                          | ne v sérii                     | Murray                         | Federer    | Anderson                |
| 2016 | ne v sérii | nekonal se  | Kyrgios                        | ne v sérii                     | Djoković                       | Čilić      | Carreño Busta           |
| 2017 | ne v sérii | nekonal se  | Isner                          | ne v sérii                     | A. Zverev                      | Dimitrov   | Bautista Agut           |
| 2018 | ne v sérii | nekonal se  | Isner                          | ne v sérii                     | Nadal                          | Djoković   | Medveděv                |
| 2019 | ne v sérii | nekonal se  | de Minaur                      | Kyrgios                        | Nadal                          | Medveděv   | Hurkacz                 |
| 2020 | zrušeno    | nekonal se  | zrušeno pro pandemii covidu-19 | zrušeno pro pandemii covidu-19 | zrušeno pro pandemii covidu-19 | Djoković   | zrušeno                 |
| 2021 | Anderson   | nekonal se  | Isner                          | Sinner                         | Medveděv                       | Zverev     | Ivaška                  |
| 2022 | Cressy     | nekonal se  | de Minaur                      | Kyrgios                        | Carreño Busta                  | Ćorić      | Mannarino               |
| 2023 | Mannarino  | nekonal se  | Fritz                          | Kyrgios                        | Sinner                         | Djoković   | Báez                    |
| 2024 | Giron      | nekonal se  | Nišioka                        | Korda                          | Popyrin                        | Sinner     | Sonego                  |

### Ženy
| Rok  | Stanford/San José | San Diego/Carlsbad | Los Angeles/Washington | Cincinnati     | Montréal/Toronto | New Haven    | Cleveland        |
| ---- | ----------------- | ------------------ | ---------------------- | -------------- | ---------------- | ------------ | ---------------- |
| 2004 | Davenportová      | Davenportová       | Davenportová           | ne v sérii     | Mauresmová       | Bovinová     | ne v sérii       |
| 2005 | Clijstersová      | Pierceová          | Clijstersová           | ne v sérii     | Clijstersová     | Davenportová | ne v sérii       |
| 2006 | Clijstersová      | Šarapovová         | Dementěvová            | ne v sérii     | Ivanovićová      | Heninová     | ne v sérii       |
| 2007 | Čakvetadzeová     | Šarapovová         | Ivanovićová            | ne v sérii     | Henin            | Kuzněcovová  | ne v sérii       |
| 2008 | Wozniaková        | nekonal se         | Safinová               | ne v sérii     | Safinová         | Wozniacká    | ne v sérii       |
| 2009 | Bartoliová        | nekonal se         | Pennettaová            | Jankovićová    | Dementěvová      | Wozniacká    | ne v sérii       |
| 2010 | Azarenková        | Kuzněcova          | nekonal se             | Clijstersová   | Wozniacká        | Wozniacká    | ne v sérii       |
| 2011 | S. Williamsová    | Radwańská          | nekonal se             | Šarapovová     | S. Williamsová   | Wozniacká    | ne v sérii       |
| 2012 | S. Williamsová    | Cibulková          | Rybáriková             | Li             | Kvitová          | Kvitová      | ne v sérii       |
| 2013 | Cibulková         | Stosurová          | ne v sérii             | Azarenková     | S. Williamsová   | Halepová     | ne v sérii       |
| 2014 | S. Williamsová    | nekonal se         | ne v sérii             | S. Williamsová | Radwańská        | Kvitová      | ne v sérii       |
| 2015 | Kerberová         | ne v sérii         | ne v sérii             | S. Williamsová | Bencicová        | Kvitová      | ne v sérii       |
| 2016 | Kontaová          | nekonal se         | ne v sérii             | Ka Plíšková    | Halepová         | Radwańská    | ne v sérii       |
| 2017 | Keysová           | nekonal se         | ne v sérii             | Muguruzaová    | Svitolinová      | Gavrilovová  | ne v sérii       |
| 2018 | Buzărnescuová     | nekonal se         | ne v sérii             | Bertensová     | Halepová         | Sabalenková  | ne v sérii       |
| 2019 | Čeng              | nekonal se         | ne v sérii             | Keysová        | Andreescuová     | nekonal se   | ne v sérii       |
| 2020 | zrušeno           | nekonal se         | ne v sérii             | Azarenková     | zrušeno          | nekonal se   |                  |
| 2021 | Collinsová        | nekonal se         | ne v sérii             | Bartyová       | Giorgiová        | nekonal se   | Kontaveitová     |
| 2022 | Kasatkinová       | nekonal se         | ne v sérii             | Garciaová      | Halepová         | nekonal se   | Samsonovová      |
| 2023 | nekonal se        | nekonal se         | Gauffová               | Gauffová       | Pegulaová        | nekonal se   | Sorribes Tormová |
| 2024 | nekonal se        | nekonal se         | Badosová               | Sabalenková    | Pegulaová        | nekonal se   | Kesslerová       |

## Konečné pořadí a výsledky na US Open
Pro zařazení mezi první tři tenisty konečné klasifikace US Open Series musel hráč odehrát alespoň dva turnaje série v dané sezóně.
Tabulka uvádí konečné pořadí a bodový zisk prvních tří mužů a žen na US Open Series a dosažené kolo na grandslamu US Open, které určilo výši bonusu.
| Rok                                  | Hráč                     | Body | Výsledek | Hráčka                  | Body | Výsledek |
| ------------------------------------ | ------------------------ | ---- | -------- | ----------------------- | ---- | -------- |
| 2004                                 | 1. Lleyton Hewitt        | 155  | F        | 1. Lindsay Davenportová | 100  | SF       |
| 2004                                 | 2. Andy Roddick          | 155  | ČF       | 2. Amélie Mauresmová    | 100  | ČF       |
| 2004                                 | 3. Andre Agassi          | 123  | ČF       | 3. Jelena Lichovcevová  | 70   | 1. kolo  |
| 2005                                 | 1. Andy Roddick          | 120  | 1. kolo  | 1. Kim Clijstersová     | 225  | Vítěz    |
| 2005                                 | 2. Andre Agassi          | 105  | F        | 2. Mary Pierceová       | 100  | F        |
| 2005                                 | 3. Rafael Nadal          | 100  | 3. kolo  | 3. Amélie Mauresmová    | 80   | ČF       |
| 2006                                 | 1. Andy Roddick          | 147  | F        | 1. Ana Ivanovićová      | 127  | 3. kolo  |
| 2006                                 | 2. Fernando González     | 124  | 3. kolo  | 2. Maria Šarapovová     | 122  | Vítěz    |
| 2006                                 | 3. Andy Murray           | 105  | 4. kolo  | 3. Kim Clijstersová     | 120  | A        |
| 2007                                 | 1. Roger Federer         | 170  | Vítěz    | 1. Maria Šarapovová     | 122  | 3. kolo  |
| 2007                                 | 2. James Blake           | 167  | 4. kolo  | 2. Jelena Jankovićová   | 107  | ČF       |
| 2007                                 | 3. Andy Roddick          | 112  | ČF       | 3. Patty Schnyderová    | 97   | 3. kolo  |
| 2008                                 | 1. Rafael Nadal          | 145  | SF       | 1. Dinara Safinová      | 170  | SF       |
| 2008                                 | 2. Andy Murray           | 145  | F        | 2. Marion Bartoliová    | 90   | 4. kolo  |
| 2008                                 | 3. Juan Martín del Potro | 140  | ČF       | 3. Dominika Cibulková   | 85   | 3. kolo  |
| 2009                                 | 1. Sam Querrey           | 175  | 3. kolo  | 1. Jelena Dementěvová   | 170  | 2. kolo  |
| 2009                                 | 2. Andy Murray           | 145  | 4. kolo  | 2. Flavia Pennettaová   | 140  | ČF       |
| 2009                                 | 3. Juan Martín del Potro | 140  | Vítěz    | 3. Jelena Jankovićová   | 140  | 2. kolo  |
| 2010                                 | 1. Andy Murray           | 170  | 3. kolo  | 1. Caroline Wozniacká   | 185  | SF       |
| 2010                                 | 2. Roger Federer         | 170  | SF       | 2. Kim Clijstersová     | 125  | Vítěz    |
| 2010                                 | 3. Mardy Fish            | 140  | 4. kolo  | 3. Světlana Kuzněcovová | 115  | 4. kolo  |
| 2011                                 | 1. Mardy Fish            | 230  | 4. kolo  | 1. Serena Williamsová   | 170  | F        |
| 2011                                 | 2. Novak Djoković        | 170  | Vítěz    | 2. Agnieszka Radwańská  | 130  | 2. kolo  |
| 2011                                 | 3. John Isner            | 140  | ČF       | 3. Maria Šarapovová     | 130  | 3. kolo  |
| 2012                                 | 1. Novak Djoković        | 170  | F        | 1. Petra Kvitová        | 215  | 4. kolo  |
| 2012                                 | 2. John Isner            | 140  | 3. kolo  | 2. Li Na                | 170  | 3. kolo  |
| 2012                                 | 3. Sam Querrey           | 135  | 3. kolo  | 3. Dominika Cibulková   | 100  | 3. kolo  |
| 2013                                 | 1. Rafael Nadal          | 200  | Vítěz    | 1. Serena Williamsová   | 170  | Vítěz    |
| 2013                                 | 2. John Isner            | 185  | 3. kolo  | 2. Viktoria Azarenková  | 145  | F        |
| 2013                                 | 3. Juan Martín del Potro | 130  | 2. kolo  | 3. Agnieszka Radwańská  | 130  | 4. kolo  |
| 2014                                 | 1. Milos Raonic          | 280  | 4. kolo  | 1. Serena Williamsová   | 430  | Vítěz    |
| 2014                                 | 2. John Isner            | 200  | 3. kolo  | 2. Angelique Kerberová  | 150  | 3. kolo  |
| 2014                                 | 3. Roger Federer         | 170  | SF       | 3. Agnieszka Radwańská  | 125  | 2. kolo  |
| 2015                                 | 1. Andy Murray           | 145  | 4. kolo  | 1. Karolína Plíšková    | 150  | 1. kolo  |
| 2015                                 | 2. Novak Djoković        | 140  | Vítěz    | 2. Serena Williamsová   | 145  | SF       |
| 2015                                 | 3. John Isner            | 95   | 4. kolo  | 3. Simona Halepová      | 140  | SF       |
| 2016                                 | 1. Kei Nišikori          | 85   | SF       | 1. Agnieszka Radwańská  | 220  | 4. kolo  |
| 2016                                 | 2. Grigor Dimitrov       | 70   | 4. kolo  | 2. Johanna Kontaová     | 170  | 4. kolo  |
| 2016                                 | 3. Milos Raonic          | 70   | 2. kolo  | 3. Simona Halepová      | 145  | ČF       |
| pořadí a bonusy po roce 2016 zrušeny |                          |      |          |                         |      |          |

| Legenda | Legenda                                   | Legenda | Legenda                     |
| ------- | ----------------------------------------- | ------- | --------------------------- |
| SR      | poměr vyhraných turnajů ku všem odehraným | W–L V–P | výhry–prohry                |
| NH      | daný rok se turnaj nekonal                | A       | turnaje se hráč nezúčastnil |
| Q1 / 1Q | prohra v kole kvalifikace                 | 1k / 1R | prohra v daném kole turnaje |
| ČF / QF | prohra ve čtvrtfinále                     | SF      | prohra v semifinále         |
| F       | prohra ve finále                          | Vítěz   | vítězství v turnaji         |

Vysvětlivky
1. 1 2  Hewitt a Davenportová vyhráli celkovou klasifikaci US Open Series 2004 díky vyššímu počtu vyhraných zápasů na turnajích série, než druzí v pořadí.
2. ↑  Nadal skončil na třetím místě 2005 před Federerem díky vyššímu počtu vyhraných zápasů na turnajích série.
3. ↑  Schnyderová se umístila na třetím místě 2007, přestože Justine Heninová nasbírala více bodů než Švýcarka (100 za titul na torontském Rogers Cupu), ale odehrála pouze jediný turnaj série a nesplnila tak podmínku účasti minimálně na dvou událostech.
4. ↑  Nadal vyhrál mužskou část 2008 před Murraym díky vítězství ve vzájemném utkání na turnaji série v torontském Rogers Cupu.
5. ↑  Pennettaová se umístila na druhém místě 2009 díky vyššímu počtu vyhraných zápasů na turnajích série.
6. ↑  Murray vyhrál mužskou část 2010 před Federerem díky vítězství ve vzájemném utkání na turnaji série v torontském Rogers Cupu.
7. ↑  Kuzněcovová skončila třetí v ženské části 2010 před Azarenkovou a Šarapovovou díky vyššímu počtu vyhraných gamů na turnajích série. Až vítězné gamy musely rozhodnout poté, co všechny tři tenistky v sérii vyhrály shodně 9 utkání a 19 setů.
8. ↑  Radwańská skončila na druhém místě ženské části 2011 díky vyššímu počtu vyhraných zápasů na turnajích série.
9. 1 2 3 4 5 6 7  Podle pravidla zavedeného roku 2014 obdržel hráč dvojnásobný počet bodů, když bodoval alespoň na třech turnajích série (tzv. tours).
10. ↑  Dimitrov skončil na druhém místě mužské části 2016 díky vyššímu počtu vyhraných zápasů.

### Finanční prémie na US Open 2016
Tabulka uvádí hráče, kteří získali prémii za Emirates Airline US Open Series v závislosti na dosažené fázi US Open 2016. V sérii 2017 byly bonusy zrušeny.
| US Open 2016     | Emirates Airline US Open Series 2016 | Emirates Airline US Open Series 2016 | Emirates Airline US Open Series 2016 | Emirates Airline US Open Series 2016 | Emirates Airline US Open Series 2016 | Emirates Airline US Open Series 2016 |
| US Open 2016     | 1. místo                             | 1. místo                             | 2. místo                             | 2. místo                             | 3. místo                             | 3. místo                             |
| ---------------- | ------------------------------------ | ------------------------------------ | ------------------------------------ | ------------------------------------ | ------------------------------------ | ------------------------------------ |
| Vítěz            | 1 000 000 $                          | 1 000 000 $                          | 500 000 $                            | 500 000 $                            | 250 000 $                            | 250 000 $                            |
| Finalista        | 500 000 $                            | 500 000 $                            | 250 000 $                            | 250 000 $                            | 125 000 $                            | 125 000 $                            |
| Semifinalista    | 250 000 $                            | 250 000 $                            | 125 000 $                            | 125 000 $                            | 62 500 $                             | 62 500 $                             |
| Čtvrtfinalista   | 125 000 $                            | 125 000 $                            | 62 500 $                             | 62 500 $                             | 31 250 $                             | 31 250 $                             |
| 16 hráčů v kole  | 70 000 $                             | 70 000 $                             | 35 000 $                             | 35 000 $                             | 17 500 $                             | 17 500 $                             |
| 32 hráčů v kole  | 40 000 $                             | 40 000 $                             | 20 000 $                             | 20 000 $                             | 10 000 $                             | 10 000 $                             |
| 64 hráčů v kole  | 25 000 $                             | 25 000 $                             | 12 500 $                             | 12 500 $                             | 6 250 $                              | 6 250 $                              |
| 128 hráčů v kole | 15 000 $                             | 15 000 $                             | 7 500 $                              | 7 500 $                              | 3 750 $                              | 3 750 $                              |
| Výše bonusu      | Kei Nišikori                         | 250 000 $                            | Grigor Dimitrov                      | 35 000 $                             | Milos Raonic                         | 6 250 $                              |
| Výše bonusu      | Agnieszka Radwańská                  | 70 000 $                             | Johanna Kontaová                     | 35 000 $                             | Simona Halepová                      | 31 250 $                             |

### Bodové hodnocení 2008–2016
Bodové hodnocení bylo po roce 2016 zrušeno i s bonusy.
| ↓ fáze/kategorie → | ATP Masters 1000 WTA Premier 5 | ATP World Tour 500 a 250 WTA Premier |
| ------------------ | ------------------------------ | ------------------------------------ |
| Vítězové           | 100                            | 70                                   |
| Finalisté          | 70                             | 45                                   |
| Semifinalisté      | 45                             | 25                                   |
| Čtvrtfinalisté     | 25                             | 15                                   |
| Osmifinalisté      | 15                             | 0                                    |

## Přehled rekordů
Nejvíce turnajových titulů na US Open Series
- muži: Roger Federer, 9
- ženy: Serena Williamsová, 7

Nejúspěšnější stát na US Open Series
- USA – 45 titulů (27 muži a 20 ženy)
  - muži: USA – 28 titulů
  - ženy: USA – 20 titulů

Vítězové celé série i grandslamu US Open v jedné sezóně
- muži: Roger Federer (2007) & Rafael Nadal (2013)
- ženy: Kim Clijstersová (2005) & Serena Williamsová (2013, 2014)

Nejvíce bodů bez pravidla o jejich zdvojení
- muži: Mardy Fish, 230 bodů v sérii 2011
- ženy: Kim Clijstersová, 225 bodů v sérii 2005

Nejvíce bodů s pravidlem o jejich zdvojení (od 2014)
- muži: Milos Raonic, 280 bodů v sérii 2014
- ženy: Serena Williamsová, 430 bodů v sérii 2014

Nejvíce výher v konečném hodnocení US Open Series
- muži: Andy Roddick, 2 (2005 a 2006); Rafael Nadal (2008 a 2013); Andy Murray (2010 a 2015)
- ženy: Serena Williamsová, 3 (2011, 2013 a 2014)

Nejvyšší výdělek na US Open Series
- muži: Novak Djoković, 3 800 000 dolarů (2015, druhé místo v sérii a vítěz US Open)
- ženy: Serena Williamsová, 4 000 000 dolarů (2014, vítězka série i US Open)